# نان ریبرا
نان ریبرا (انگلیسی: Nan Ribera؛ زادهٔ ۲۲ آوریل ۱۹۷۵) بازیکن فوتبال اهل اسپانیا است.
از باشگاه‌هایی که در آن بازی کرده‌است می‌توان به باشگاه فوتبال ژیرونا و باشگاه فوتبال اسپانیول اشاره کرد.